# ありがとう (チェキッ娘の曲)

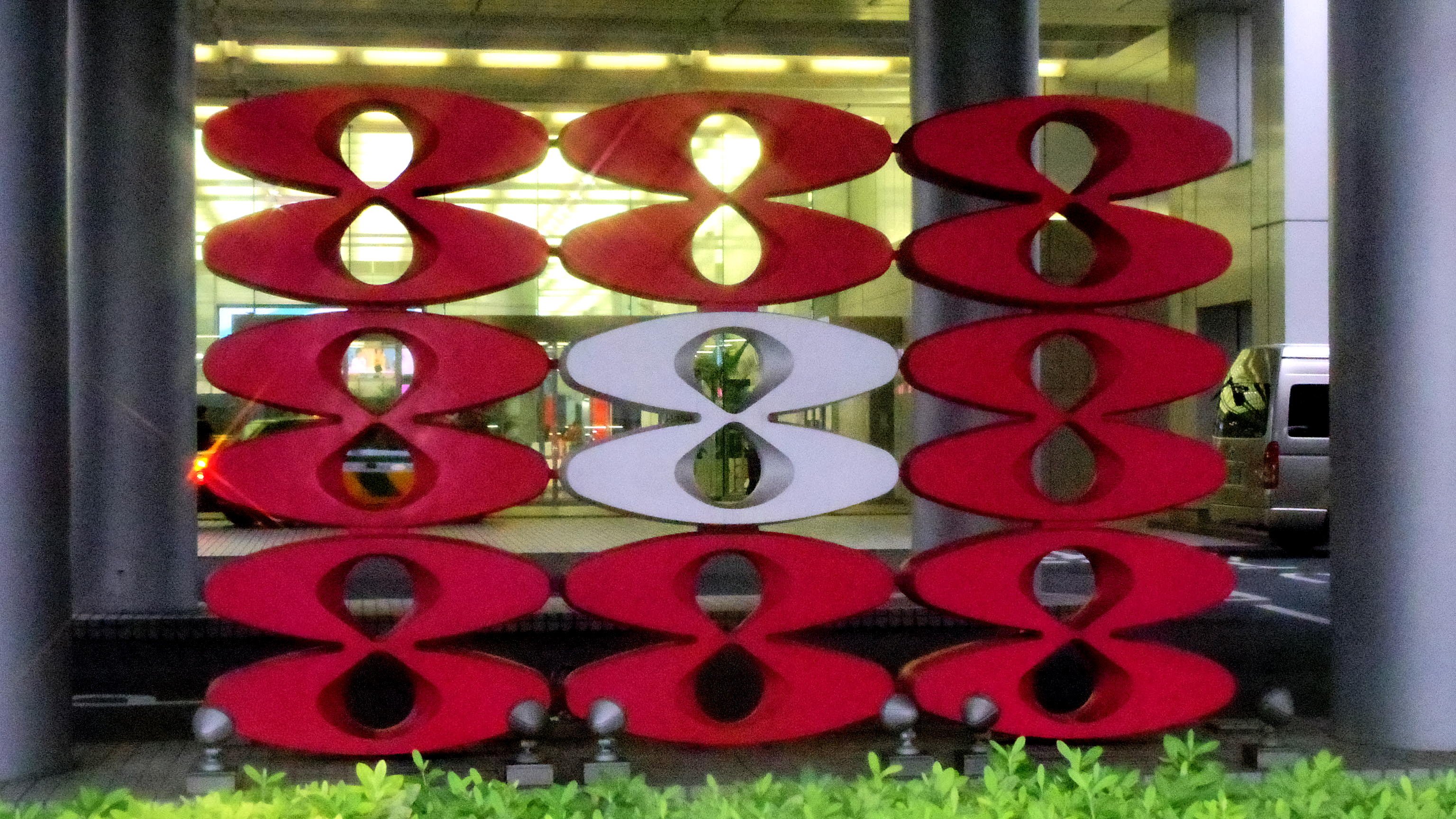
ジャケットの集合写真に登場する「8」マークのモニュメント

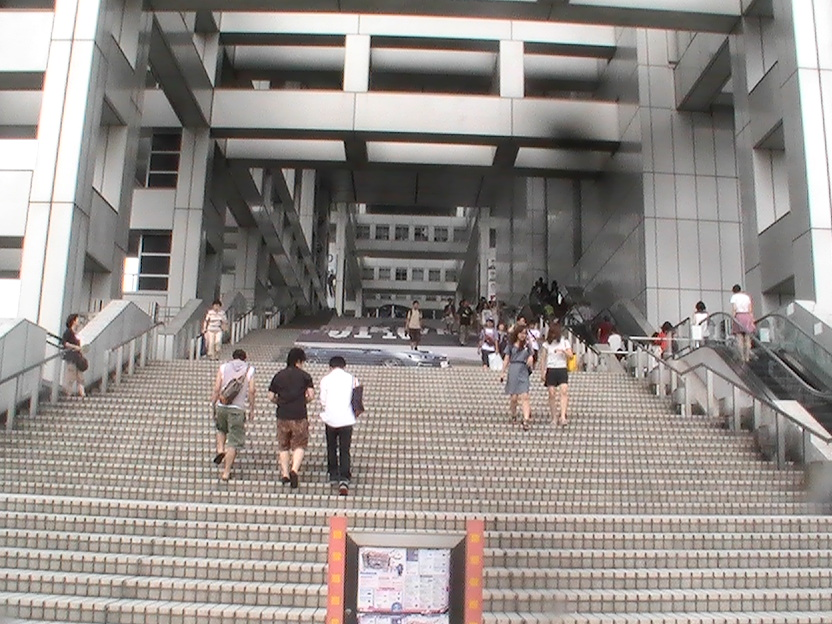
ジャケットの集合写真に登場する、7階屋上庭園に上る大階段

「ありがとう」は、チェキッ娘の6枚目かつ最後のシングル。

## 収録曲
1. ありがとう
作詞:森浩美 / 作曲:D・A・I / 編曲:吉俣良
2. はじまり -Departure 2000-
作詞:森浩美 / 作曲:D・A・I / 編曲:吉俣良
3. ありがとう（オリジナルカラオケ）
4. はじまり -Departure 2000- （オリジナルカラオケ）

## 概要
- 本作でのフロントメンバー（メインボーカル）は、矢作美樹、新井利佳、藤岡麻美、小林裕美の4人。
- ジャケット写真は、表裏とも全員の集合写真が使われ、いずれもフジテレビ本社の局舎（FCGビル）の中で、『8』のロゴが9つ並んだモニュメントをバックに撮ったものと、7階屋上庭園に上る大階段をバックに撮ったものとが使われている。
- 一方「はじまり -Departure 2000-」は、2ndシングル「はじまり」のカバーではあるが、一部歌詞が『DAIBAッテキ!!』『DAIBAクシン!!』シリーズでの思い出を回顧するような内容のものに書き換えられ、編曲もシングル版の亀田誠治から吉俣良に代わった。この曲のフロントメンバー(メインボーカル)は矢作美樹、新井利佳、上田愛美、藤岡麻美、小林裕美の5人。1999年11月3日に行われたラストコンサート『旅立ちLIVE（LIVE ver.2.0.1-f 旅立ち 2000 －泣いたモン勝ち－）』の最後に歌われた曲がこの曲だった。
- 『DAIBAクシン!!』（フジテレビ）シリーズにおいては、『DAIBAクシン!!GOLD』の1999年8月27日放送内で初披露され、『DAIBAクシン!!チェーン』では、第24週〜第27週（1999年9月6日〜9月30日）に番組中BGMとして放送されていた。また、1999年9月20日放送の『HEY!HEY!HEY! MUSIC CHAMP』（フジテレビ）でも、この曲が歌われた。『DAIBAクシン!!GOLD』の1999年9月24日放送では、「はじまり -Departure 2000-」が歌われた[1]。
- 本作はマキシシングルタイプのケースで発売されたが、CDのサイズはこれまでのシングルと同様に8センチCDだった。